# 고려대연각타워
고려대연각타워(高麗大然閣타워, 영어: Coryo Daeyungak Tower)는 대한민국 서울특별시 중구 충무로1가에 위치한 건물이다. 1967년 10월 20일에 착공하여 1968년 7월 12일에 완공하였고 1969년 8월 25일에 개장하였다. 1971년 12월 25일 대연각호텔 화재가 일어나고 복구하고 1974년에 호텔 영업하고 인수하고 대연각빌딩이라는 명칭으로 개명하였으나 다시 고려대연각타워라는 명칭으로 개명하였다.

## 역사
1967년 10월 20일에 착공하여 1968년 7월 12일 대연각호텔이라는 명칭으로 준공식을 개최했다. 1969년 8월 25일에 개장했다. 앞면은 호텔로 사용하고 뒷면은 오피스텔로 사용했다. 1971년 12월 25일 화재가 일어났다. 이후 복구작업을 거쳐 1974년 빅토리아호텔로 영업하고 이듬해 1975년 이강학이 이끄는 해외 산업이 이미 인수된 빅토리아호텔은 호텔로 영업했던 지상 11층 이상의 구역들을 호텔에서 사무실으로 바꾸는 등 전면적인 리모델링을 거쳐 빌딩명을 고려대연각타워로 변경되어 재개장했다. (주)빅토리아호텔은 1976년에 대연각관광, 1978년에 대연각물산을 거쳐 1982년에 고려통상이 되었다. 1985년에 리모델링이 완료되었다.

## 높이
높이는 82m(82.2m)이다. 완공 당시 높은 호텔이 되었다. 그리고 완공 당시 높은 오피스텔이었다. 당시 앞면에는 호텔이 있었고 뒷면에는 오피스텔이 있었다. 대연각호텔 화재가 일어나고 복구작업이 완료되고 높은 빌딩이 되었다. 호텔에서 사무실으로 바뀌었다.

## 특징
우편번호는 04535다. 주구조는 철근콘크리트구조다. 냉난방은 낸난방이다. 서울 건물 중 이 건물을 잇는 곳 안에 가격을 표기한다고 한다. 엘리베이터는 총 6대(승용 5대 비상화물용 1대)다. 주차공간은 총 150대(자주식 150대)다. 주차는 무료주차와 유료주차로 나뉜다. 무료주차는 1대고 유료주차는 1대에 28만원이다.

## 내부 시설
고려대연각타워의 내부 시설이다.
| 층수                | 시설       |
| ------------------- | ---------- |
| 2층 ~ 22층          | 업무시설   |
| 1층                 | 로비       |
| 지하 2층 ~ 지하 1층 | 지하주차장 |

## 사건 및 사고
대연각호텔 대화재 사고(Daeyeonggak Hotel fire & 大然閣 -大火災事故)는 1971년 12월 25일 서울특별시 중구 명동 소재 22층짜리의 대연각(大然閣) 호텔에서 일어난 화재 사고이다. 163명이 사망하고 63명이 부상당했다.

## 외교 공관
고려대연각타워에는 주한 칠레 대사관, 주한 세네갈 대사관, 주한 코스타리카 대사관, 주한 우루과이 대사관, 주한 크로아티아 대사관이 입주하고 있다.